# セントポール・カピステール
セントポール・カピステール（Saint Paul Capisterre）はセントクリストファー・ネイビス、セントポール・カピステール教区の町。現地ではしばしセントポールズ（Saint Paul's）と略される。セントクリストファー島北部に位置する。カリブ海に面しているが断崖となっているため、港・砂浜はない。首都バセテールからは直線距離で16キロメートル（陸路距離は25キロメートル）で、島の反対の位置にある。人口は959人（2015年）。
かつてはサトウキビ産業が盛んで、住民のほとんどが製糖工場で雇用されていた。しかし工場が閉鎖されると、町は失業問題に直面した。政府は解決に向け、多数の雇用プログラムを実施している。
植民地時代の首相ロバート・ルウェリン・ブラッドショー、独立後の第2代首相デンジル・ダグラスの出身地として知られる。